# Vlaamse Ingenieurskamer
De Vlaamse Ingenieurskamer (VIK) verenigde tot 2016 industrieel ingenieurs, die een academische opleiding hadden gevolgd aan een departement industriële wetenschappen van een hogeschool in de Vlaamse Gemeenschap. Door het inkantelingsdecreet, dat vanaf het academiejaar 2013-2014 van kracht werd, kunnen vanaf 2017 industrieel ingenieurs in Vlaanderen enkel nog afstuderen aan een universiteit. Ten gevolge van het voornoemde inkantelingsdecreet fusioneerde in januari 2016 de Vlaamse Ingenieurskamer met de vereniging van de burgerlijke ingenieurs, de Koninklijke Vlaamse Ingenieursvereniging tot ie-net ingenieursvereniging vzw. De VIK was de grootste ingenieursvereniging in Vlaanderen en België. 
De VIK ijverde voor de professionele ontplooiing van haar leden. Ze had tientallen werkgroepen, studiegroepen, beroepscentra en regionale afdelingen. De VIK organiseerde ook permanente vorming voor haar leden en voor al wie in een technologische functie werkzaam was. Dat omvatte korte cursussen, langlopende programma's, studiedagen en dergelijke. Ze deed ook aan belangenbehartiging. De VIK verkreeg onder meer dat Industrieel Ingenieurs het recht genieten om voor hun naam de wettelijke beschermde afkorting Ing. te dragen. De VIK was ook lid van verschillende Vlaamse en internationale samenwerkingen, waaronder Ex-change, European Young Engineers (EYE), de World Federation of Engineering Organisations (WFEO), CIBIC: Comité des Ingénieurs Belges - Belgisch Ingenieurscomité en het Overlegcentrum van Vlaamse Verenigingen.

## Geschiedenis
De Vlaamse Ingenieurskamer werd opgericht op 5 november 1990 door twee grote toenmalige ingenieursverenigingen (Studiecentrum voor 
Technische Ingenieurs-STI  en Vereniging van Vlaamse Technische Ingenieurs- VVTI) en enkele oud-studentenverenigingen:
- v.z.w. VVTI opgericht op 31 december 1964
- v.z.w. STI, opgericht op 30 maart 1974
- v.z.w. VTIH (Vereniging Technische Ingenieurs Hasselt), opgericht op 28 februari 1959
- v.z.w. ATIG (Associatie Technische Ingenieurs Gent), opgericht op 16 juni 1945
- v.z.w. ATISOM (Associatie Technische Ingenieurs Stedelijk Onderwijs Mechelen), opgericht op 30 januari 1961
- v.z.w. UTIA ( Unie Technische Ingenieurs Antwerpen), opgericht op 9 juni 1960

## Voorzitters
- René Peeters (2011-2015)
- Rik Jaeken (2009-2011)
- Joseph Neyens (2004-2009)
- Leo Wezenbeek (1997-2003)
- Raymond Froidmont
- Guy Roymans (stichtend co-voorzitter)
- Wim De Wit (stichtend co-voorzitter)